# Tercero Arriba (departement)
Tercero Arriba is een departement in de Argentijnse provincie Córdoba. Het departement (Spaans: departamento) heeft een oppervlakte van 5.187 km² en telt 107.460 inwoners.

## Plaatsen in departement Tercero Arriba
- Almafuerte
- Colonia Almada
- Corralito
- Dalmacio Vélez Sarsfield
- General Fotheringham
- Hernando
- James Craik
- Las Isletillas
- Las Perdices
- Los Zorros
- Oliva
- Pampayasta Norte
- Pampayasta Sud
- Punta del Agua
- Río Tercero
- Tancacha
- Villa Ascasubi